# Åby kyrka
För andra betydelser, se Åby kyrka (olika betydelser).
Åby kyrka är en kyrkobyggnad i Läckeby och tillhör Växjö stift. Den och dess medeltida föregångare har varit sockenkyrka i Åby socken och därefter församlingskyrka i Åby församling.

## Medeltidskyrkan

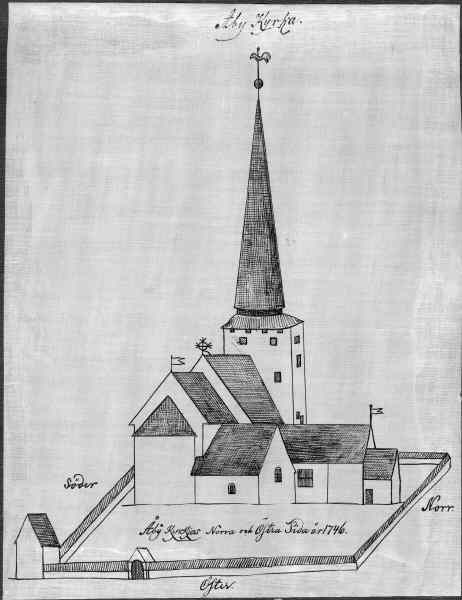
Frigelius teckning 1746

Den nuvarande kyrkans föregångare var en medeltida stenkyrka, troligen uppförd i senromansk stil i början på 1200-talet. Kyrkan  brändes 1611 vid danskarnas härjningar i bygden. Tornet byggdes om  1620. Genom teckningar utförda 1634 av Johannes Haquini Rhezelius och  Petrus Frigelius 1746 kan vi få en uppfattning om hur kyrkan sett ut. Den bestod av ett högt västtorn, långhus  med kor och absid samt vapenhus.
Interiört delades långhuset genom pelare i två skepp försedda med kryssvalv. Koret skildes från långhuset genom ett rundbågigt triumfvalv. Koret var troligen välvt med kryssvalv. Under 1700-talet blev kyrkan på grund av befolkningsökningen för trång och dessutom var den i behov av omfattande reparationer. I stället för att bygga ut den beslöt man att uppföra en helt ny kyrka.

## Den nya kyrkan
Den nya kyrkan uppfördes mellan 1774 och 1776 efter ritningar av arkitekten Carl Fredric Adelcrantz och ersatte då en medeltida kyrkobyggnad. Grundstenen lades den 10 maj 1774 i absiden och kyrkan invigdes den 28 juni 1776 av biskopen Carl Gustaf Schröder. 
I kyrkan finns det "Wulfklouska gravkapellet", även kallat "Björnögraven". Kyrkan är uppförd i gråsten, spritputsad och vitkalkad. Den består av ett långhus med brutet tak och ett mindre kor i öster. Sakristian är belägen på norra sidan mitt emot det ovan nämnda gravkapellet på södra sidan. Tornet i väster, där huvudingången är belägen, är försett med spetsbågiga ljudöppningar präglade av nygotik. År 1863 påbyggdes tornet med en åttakantig lanternin som avslutas med en spetsig spira, krönt med ett kors.
Kyrkans senaste inre renoveringar ägde rum 1932, då nytt golv i öländsk kalksten lades och orgelläktaren sänktes. År 1974 byggdes utrymmet under läktaren in och Mariakapellet tillkom.

## Interiör
Kyrkans interiör är av  salkyrkokaraktär med tunnvalv. Bänkinredningen är från kyrkans byggnadstid. Koret avskils från långhuset genom två obelisker. Själva koret lyses upp av färgsprakande glasmålningar med motiv ur Nya testamentet, tillkomna 1932.
- Altaruppsatsen i koret, som är rik på träsniderier, förfärdigades av Nils Ramsnidare och anskaffades 1648 till den äldre kyrkan. Uppsatsen kompletterades 1654 med en målning med motivet Kristus på korset, omgiven av soldater samt Jesu mor och Maria från Magdala. Altaruppsatsens understycke skildrar nattvardens instiftelse.[7]
- I koret är dopfunten placerad. Den är skänkt till kyrkan 1675 av överste Henrik Ulfklou och utförd i röd öländsk kalksten.
- Predikstolen, med ljudtak och uppgång från sakristian, är förfärdigad av bildhuggaren Jonas Berggren.
- En tidigare altartavla, utförd 1792 av Jonas Berggren, har nu sin plats på södra långväggen. Den har som motiv Jungfru Marie bebådelse.
- Kyrkorummets väggar pryds av ett antal begravningsvapen, bland annat fyra stycken från 1600-talet, tillhörande familjen Ulfklou.

## Bildgalleri

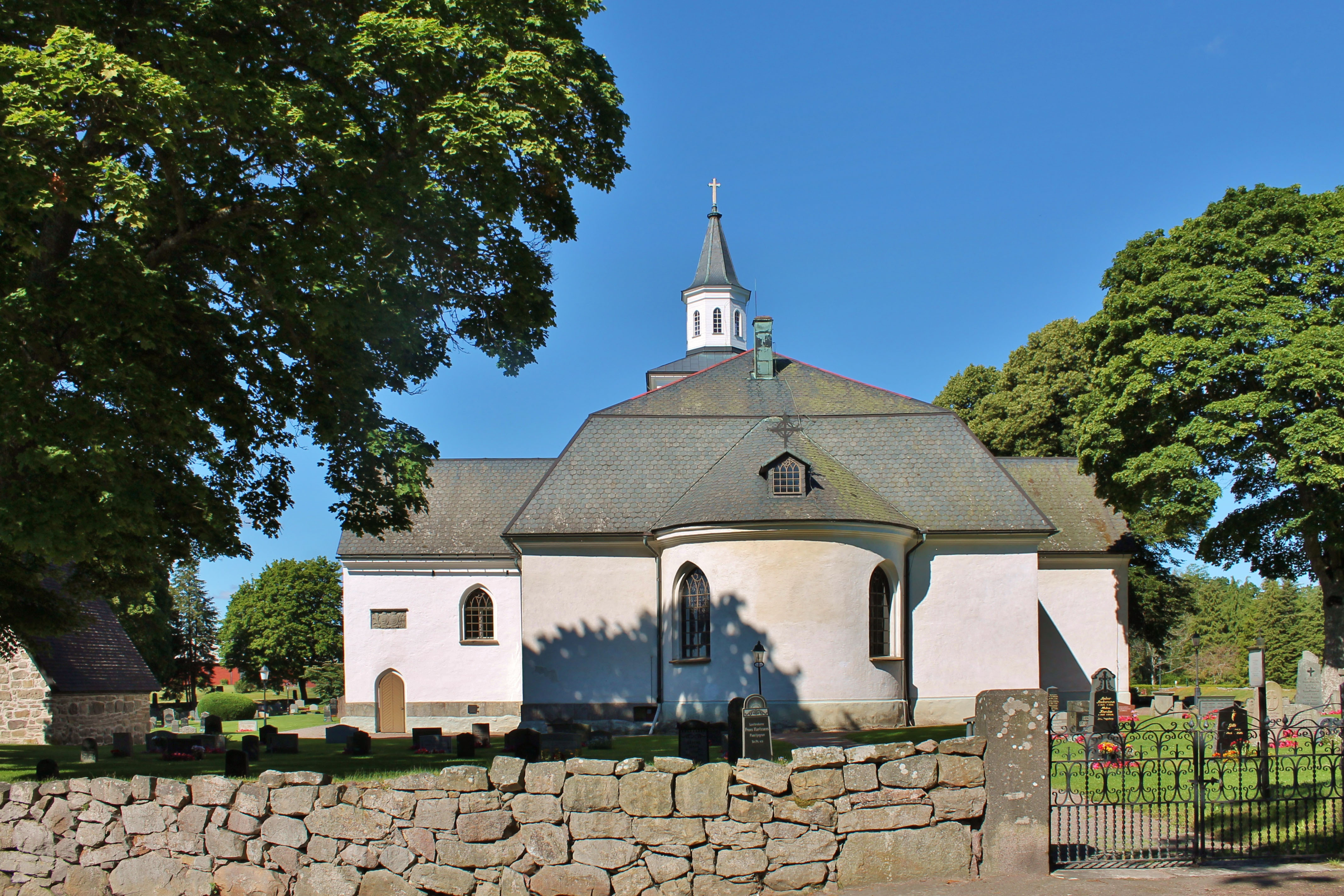
Kyrkan från öster
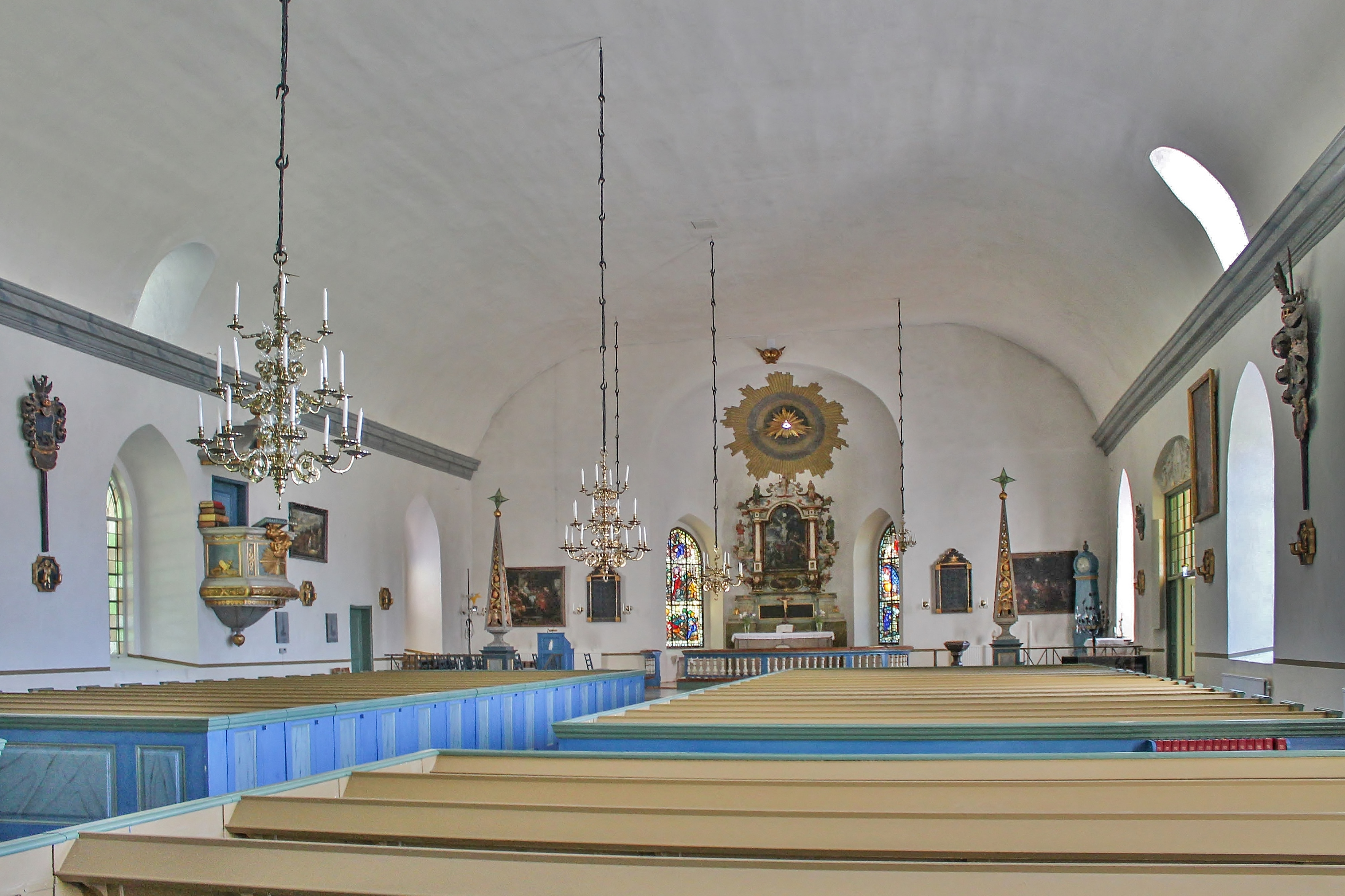
Interiör mot öster
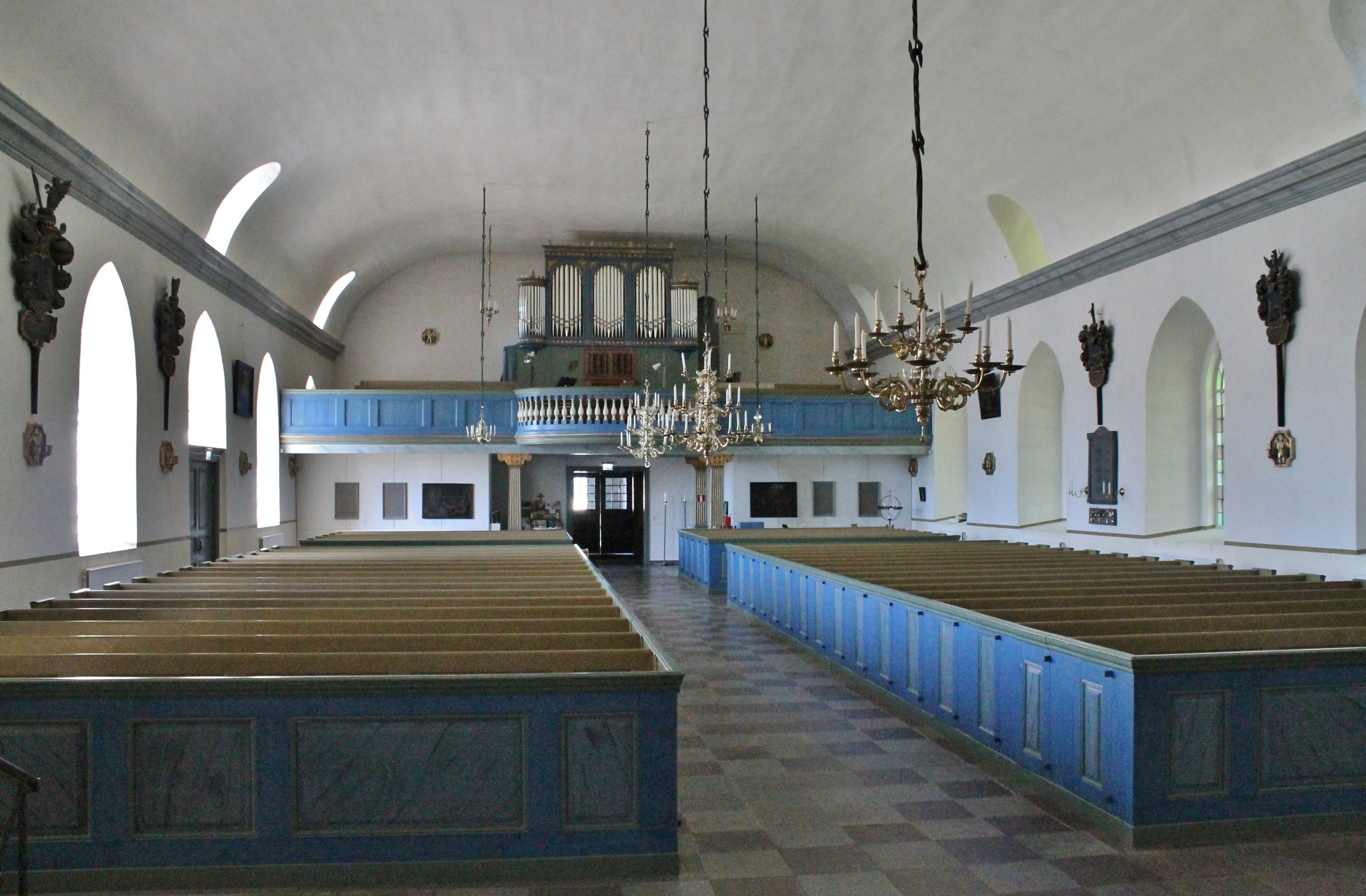
Kyrkorummet med orgelläktaren
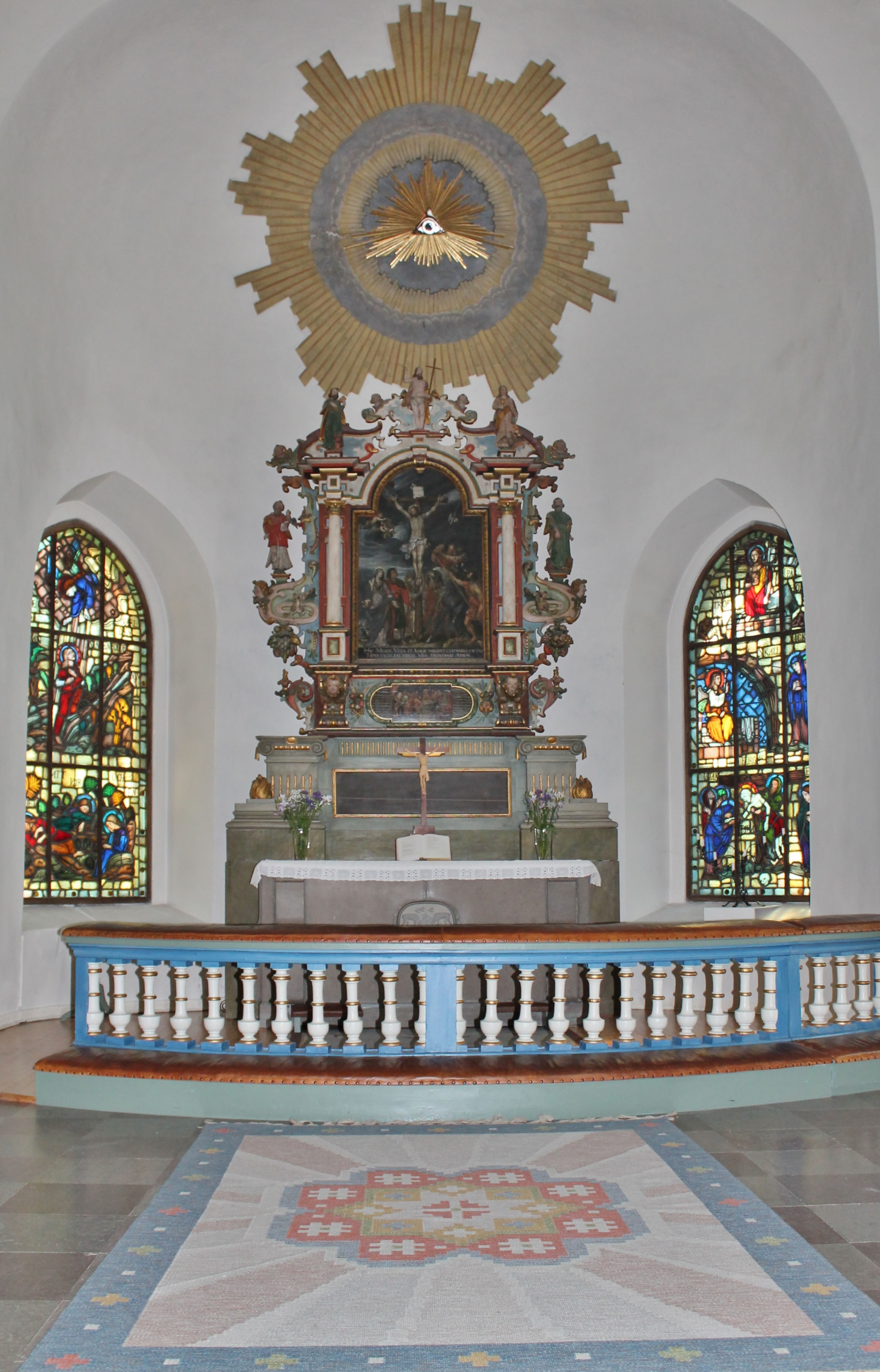
Koret
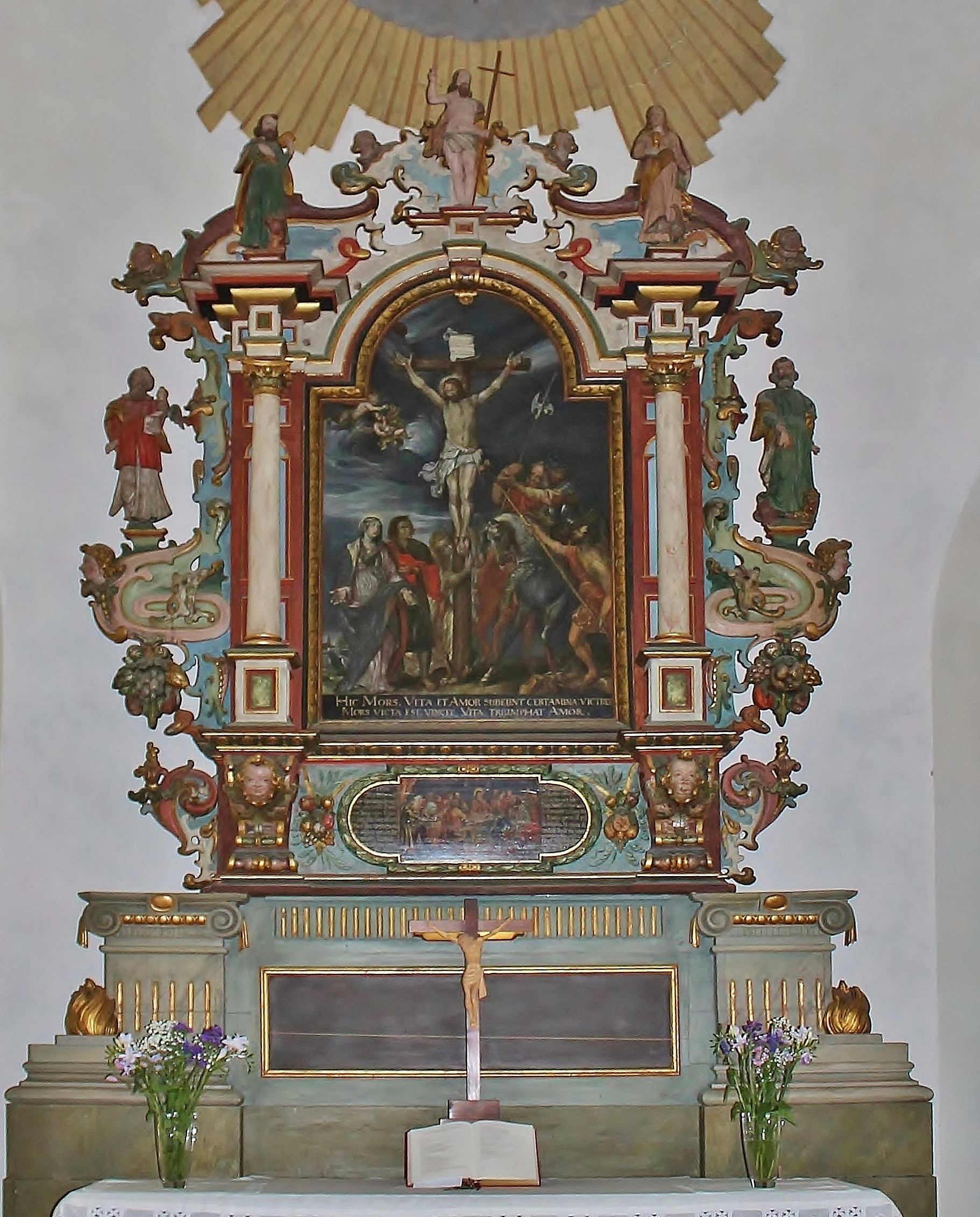
Altaruppsatsen 1648
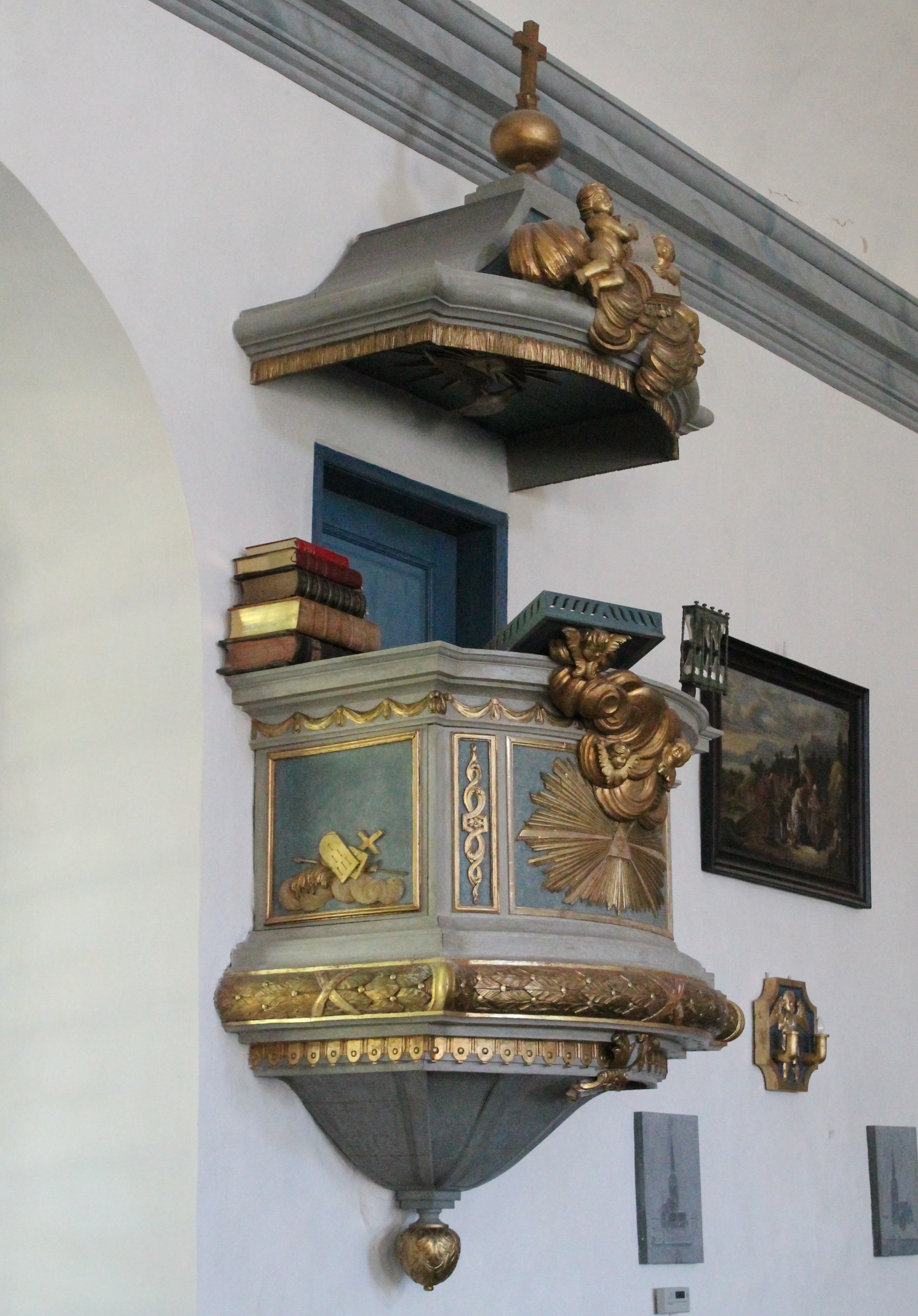
Jonas Berggrens predikstol
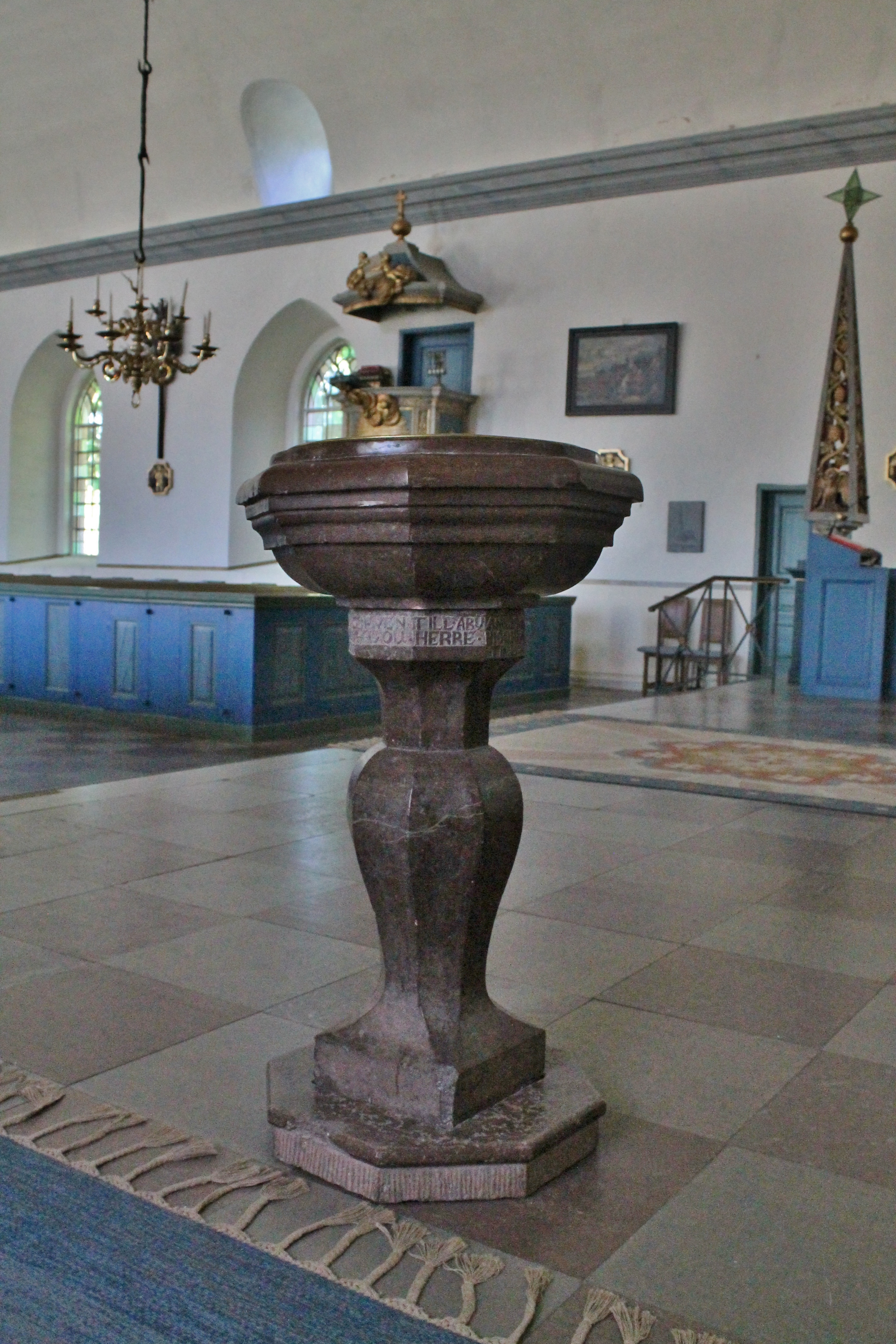
Dopfunt 1675
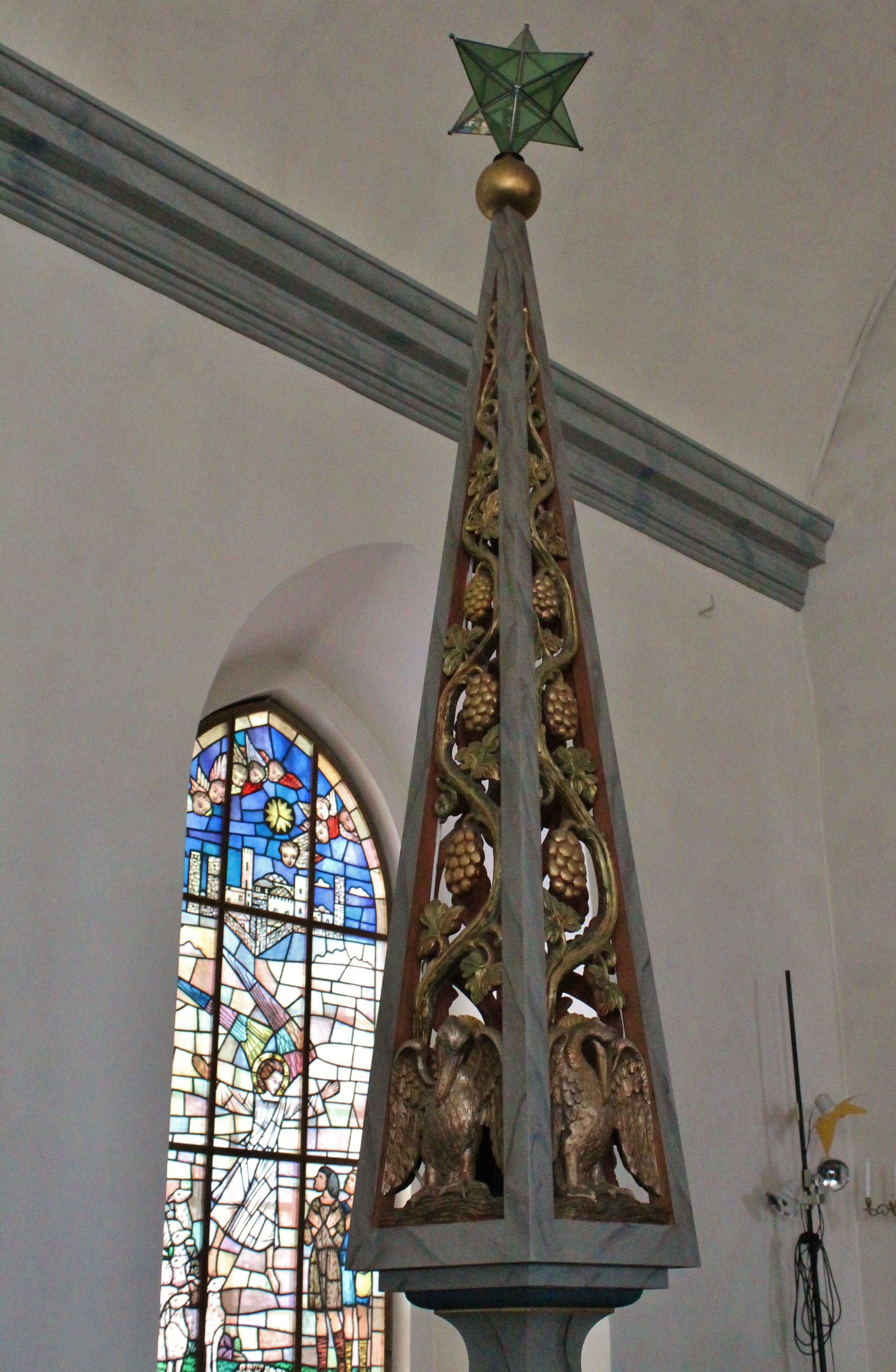
Obelisk

## Korfönster med motiv ur Nya testamentet

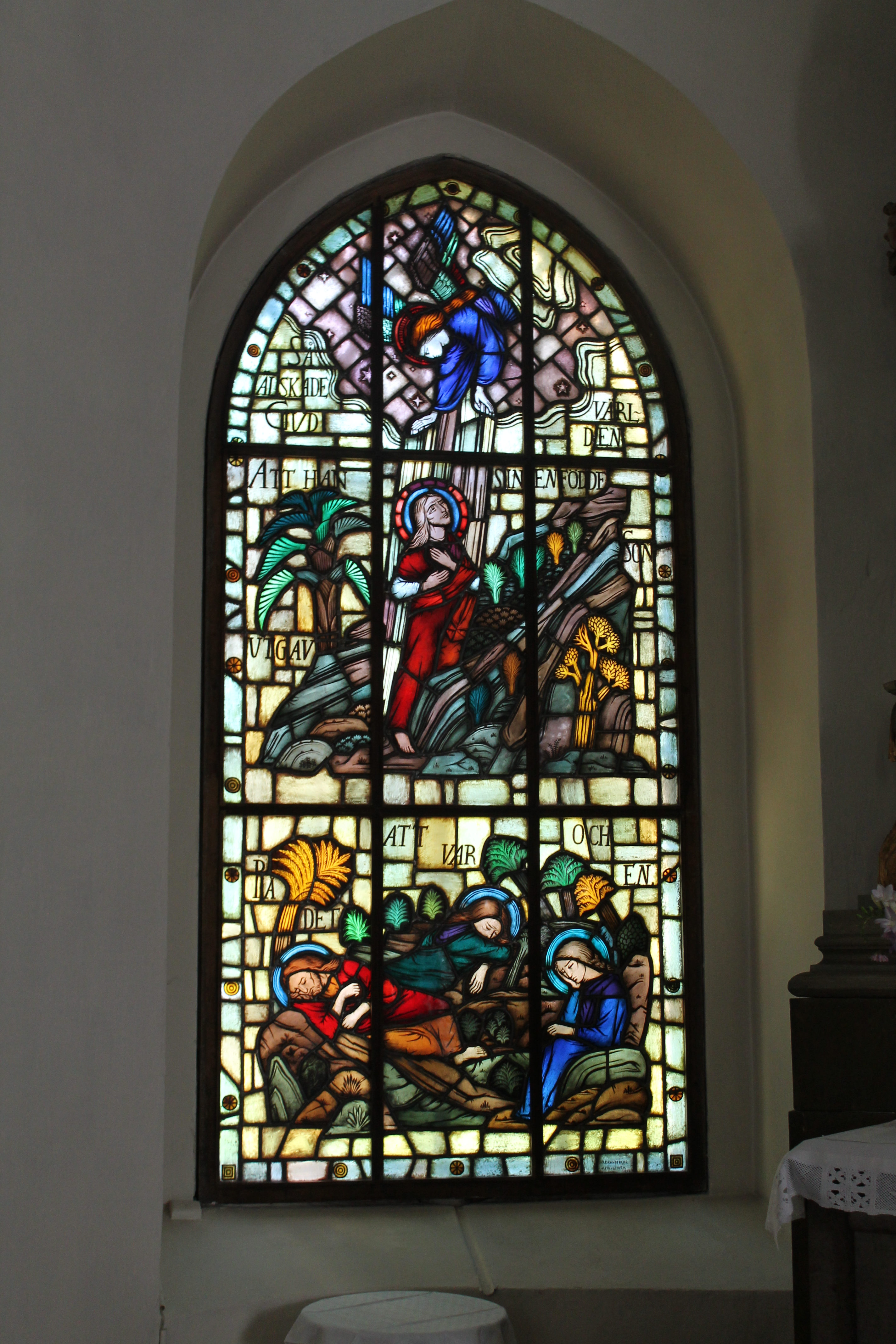
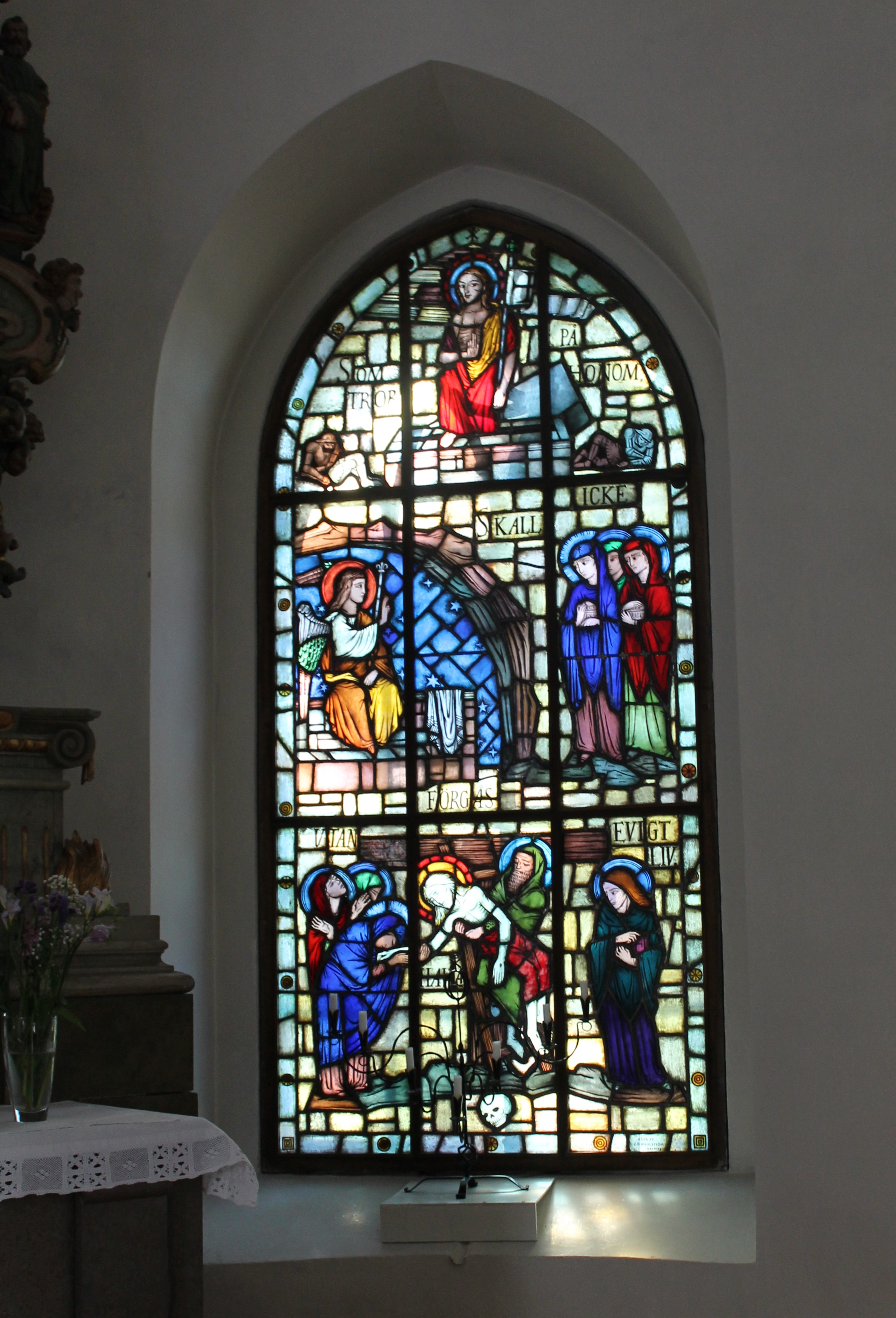
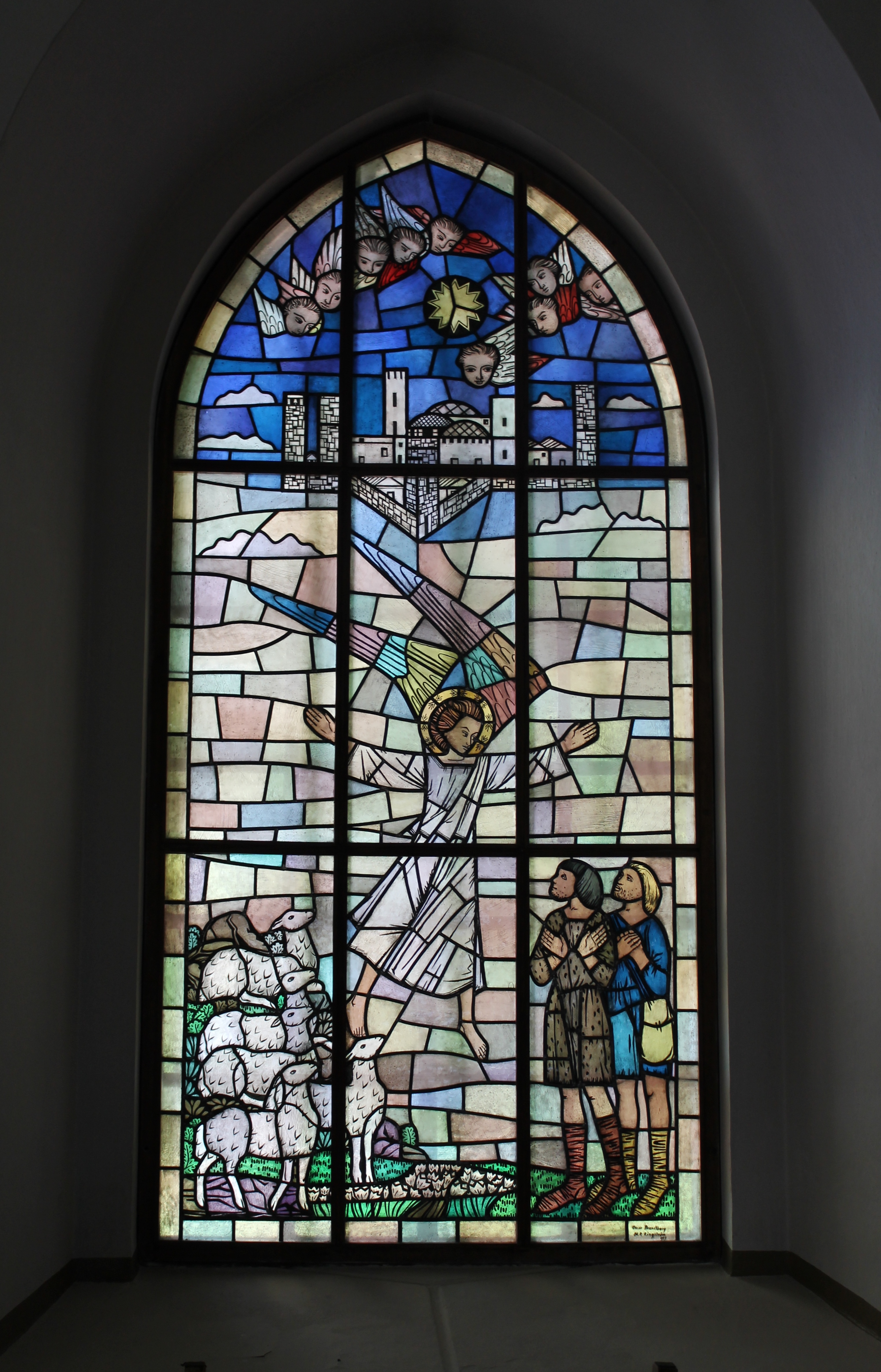
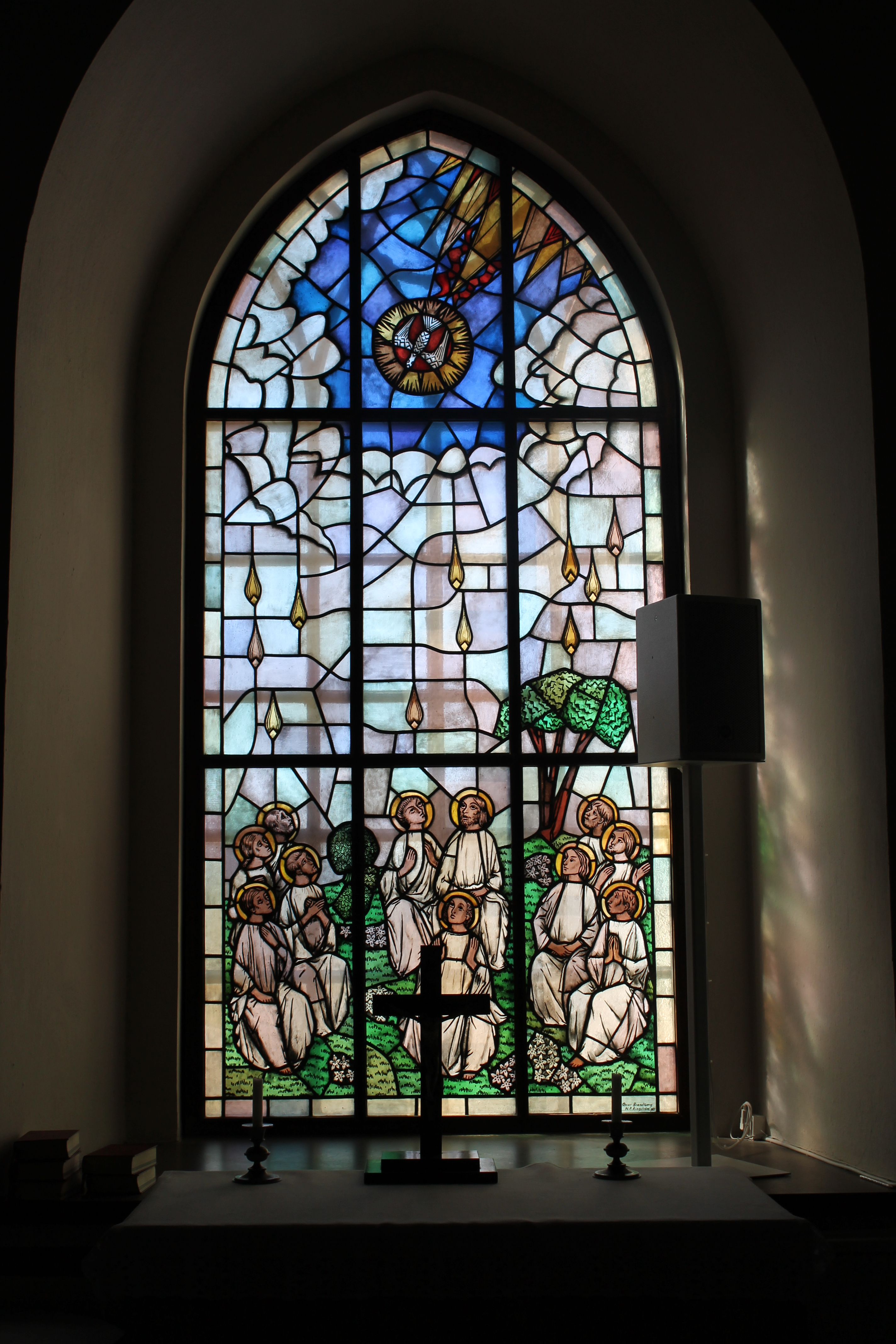

## Orglar

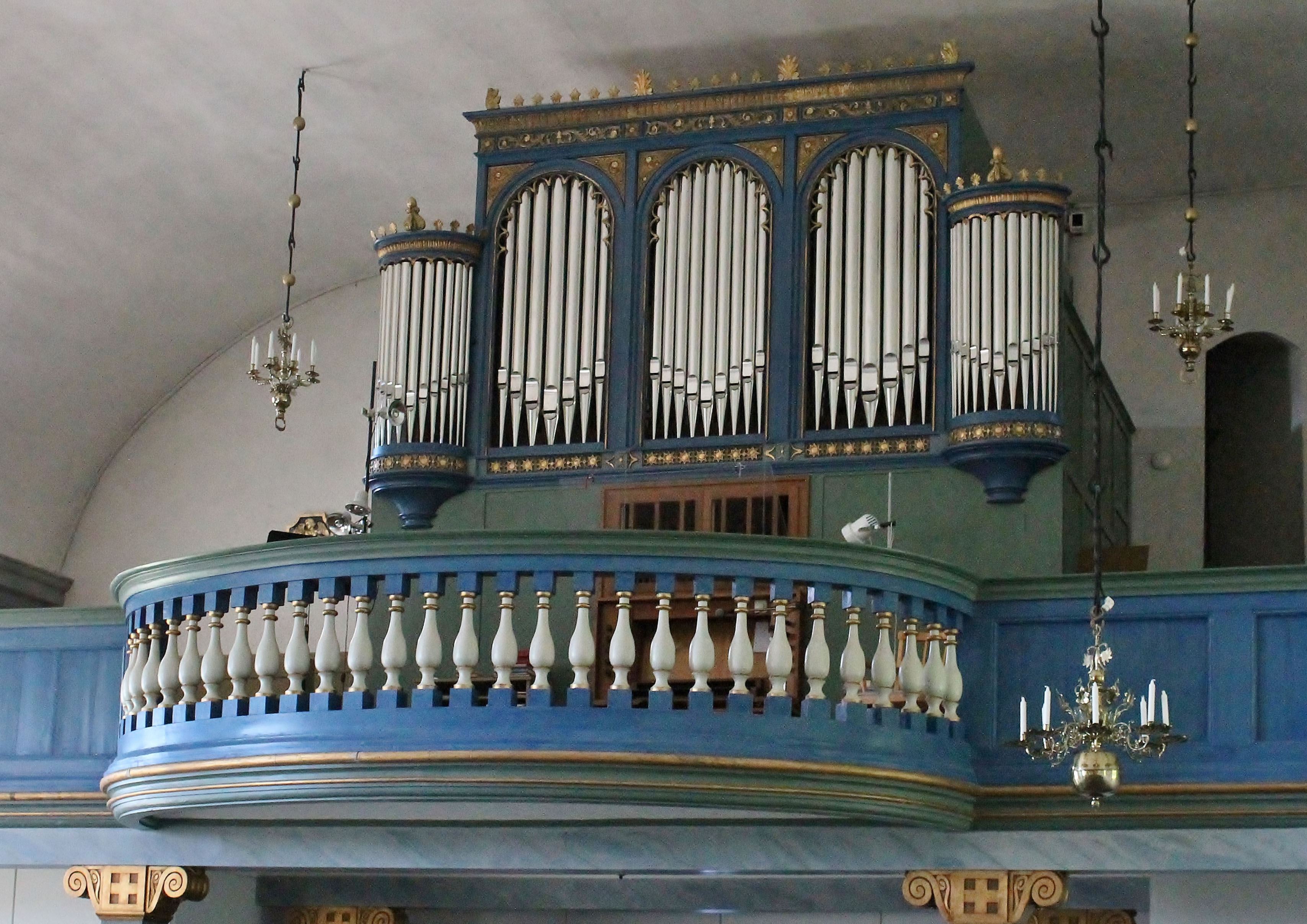
Läktarorgeln

- 1672 byggde Magnus Åhrman, Mönsterås, en orgel för 550 daler kopparmynt. Den såldes 1749 till Bäckebo kyrka.
- 1749 byggde Jonas Wistenius en orgel med 14 stämmor till kyrkan.[8] Den flyttades 1774 från den gamla kyrkan till den nya.
- Denna orgel ersattes av en ny, byggd 1849–1850 av Johannes Magnusson, Nässja i Lemnhults socken, med 16 stämmor.
- Ett nytt orgelverk insattes 1932 av Åkerman & Lund Orgelbyggeri, Sundbybergs stad med 15 stämmor..
- Den nuvarande mekaniska orgeln från 1961 är tillverkad av Olof Hammarberg, Göteborg. Den har fasaden från 1850 års orgel.[9]

Disposition:
| Huvudverk I      | Svällverk II      | Pedal        | Koppel |
| Gedackt 8'       | Rörflöjt 8'       | Subbas 16'   | I/P    |
| Fugara 8         | Gedackt 4'        | Principal 8' | II/P   |
| Principal 4'     | Principal 2'      | Pommer 4'    | II/I   |
| Hålflöjt 4'      | Nasat 1 1/3'      | Nachthorn 2' |        |
| Flagflöjt 2'     | Scharf 2-3ch      | Fagott 16'   |        |
| Sesquialtera 2ch | Regal 8'          |              |        |
| Mixtur 4ch       | Crescendosvällare |              |        |
| Skalmeja 8'      |                   |              |        |

### Kororgel
År 1971 byggde Nels Munck Mogensen, Hovmantorp en mekanisk orgel. Den inns ej längre kvar i kyrkan.
| Manual        | Pedal      | Koppel   |
| Gedackt 8'    | Subbas 16' | Man/Ped. |
| Rörflöjt 4'   | Gedackt 8' |          |
| Svegel 2'     |            |          |
| Kvinta 1 1/3' |            |          |
| Oktava 1'     |            |          |